# 丹鳳眼
丹鳳眼是眼睛的一種類型，特徵是眼角上飄而且眼睛狹長。

## 特徵
丹鳳眼的內眼角向下，上眼皮往往蓋住下眼皮，而外眼角往上使得丹鳳眼比起其他眼睛來的有神。在中國古典文學中，丹鳳眼往往是美人的標記。